# Dobříň
Dobříň település Csehországban, a Litoměřicei járásban. Dobříň Krabčice, Vědomice, Kyškovice, Roudnice nad Labem, Záluží, Bechlín és Brzánky településekkel határos. Lakosainak száma 547 fő (2024. január 1.).

## Népesség
A település lakosságának változását az alábbi diagram mutatja:
| Lakosok száma | 190  | 319  | 651  | 603  | 530  | 561  | 550  | 565  | 536  | 547  |
|               | 1869 | 1900 | 1921 | 1961 | 1980 | 2011 | 2016 | 2019 | 2021 | 2024 |